# Де ла Ос, Сесар
Сесар де ла Ос Лопес (исп. César de la Hoz López; род. 30 марта 1992, Orejo, Кантабрия) — испанский футболист, полузащитник клуба «Реал Вальядолид».

## Биография
Он родился в Орехо и является воспитанником клуба «Расинг (Сантандер)». Дебютировал в составе второй команды в сезоне 2011/12 в Третьем дивизионе. 19 августа 2012 года он впервые вышел на профессиональное поле, начав матч в стартовом составе против «Лас-Пальмаса» во Втором дивизионе.
13 июля 2013 года де ла Ос подписал контракт с клубом «Баракальдо», выступающим в Сегунде Б. 10 июля 2014 года он перешел в «Бетис Депортиво».
30 августа 2017 года де ла Ос был отдан в аренду в «Альбасете» из Второго дивизиона до конца сезона. Он забил свой первый гол профессиональном уровне 15 октября, оформив дубль в домашнем матче против «Севильи Атлетико» (2:1).

### Альмерия
4 июля 2018 года де ла Ос подписал двухлетний контракт с «Альмерией», которая на тот момент выступала во Втором дивизионе. 6 октября 2021 года, зарекомендовав себя как основной игрок и один из капитанов команды, он продлил контракт до 2023 года; андалузцы стали чемпионами Второго дивизиона и вышли в Первый.
Де ла Ос дебютировал в Первом дивизионе в возрасте 30 лет — 27 августа 2022 года, заменив Иньиго Эгуараса в матче против «Севильи» (2:1). Свой первый гол в этом чемпионате он забил 29 октября в матче против «Сельты» (3:1).
14 июня 2023 года де ла Ос и его товарищ по команде Франсиско Портильо покинули клуб.

### Реал Вальядолид
21 июля 2023 года де ла Ос подписал двухлетний контракт с «Вальядолидом», который недавно вылетел во Второй дивизион.